# Élection à la direction du Parti travailliste britannique de 1961
L'élection à la direction du Parti travailliste de 1961 a eu lieu en 1961 pour élire le chef du Parti travailliste. Le chef du parti, Hugh Gaitskell est défié en raison du soutien de sa position favorable aux armes nucléaires alors que l'aile gauche est favorable au désarmement nucléaire. 
Hugh Gaitskell, membre de l'aile droite est reconduit à la tête du parti face à Anthony Greenwood, membre de l'aile gauche. 

## Candidats
| Nom | Nom               | Mandat(s)                                                              |
| --- | ----------------- | ---------------------------------------------------------------------- |
|     | Hugh Gaitskell    | Chef du parti Ancien chancelier de l'échiquier Député pour Leeds South |
|     | Anthony Greenwood | Député pour Rossendale                                                 |

## Résultats
|                   | Hugh Gaitskell | 171   | 74,35 |
| Anthony Greenwood | 59             | 25,65 |       |
| Total             | Total          | 230   | 100   |